# 最も偉大なクロアチア人
最も偉大なクロアチア人(もっともいだいなクロアチアじん、クロアチア語: Najveći Hrvat)とは、2003年に行われた世論調査である。調査を行ったのはクロアチアの週刊ニュースマガジンナショナルである。
ナショナルは読者にクロアチアで最も偉大だと思う人物の投票を行うよう呼びかけ、5週間で7779通(内訳：インターネットから6507通、メールから520通、はがきから752通)の票を得た。集計結果は2004年1月6日付けの雑誌に掲載された。

## 順位

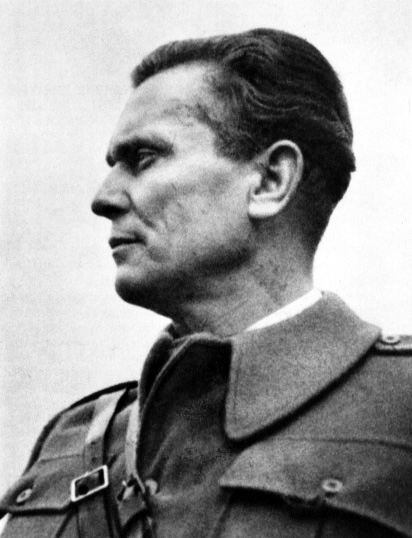
ヨシップ・ブロズ・チトー #1

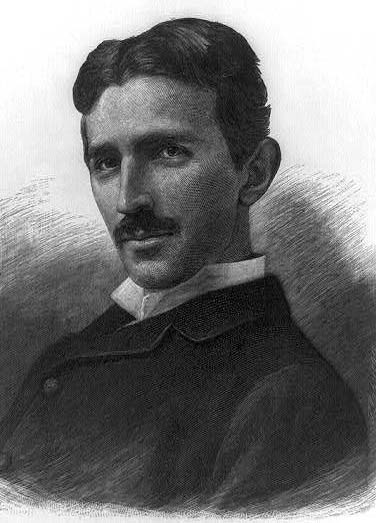
ニコラ・テスラ #2

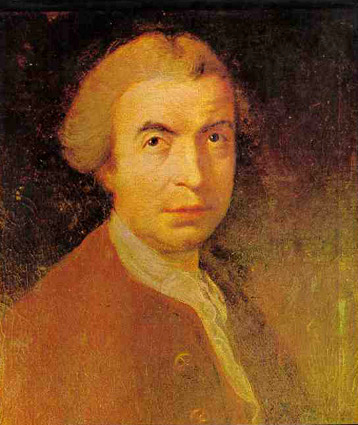
ルジェル・ヨシプ・ボスコヴィッチ #3

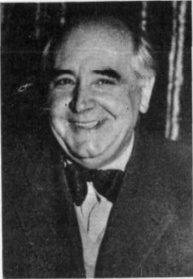
ミロスラヴ・クルレジャ #4

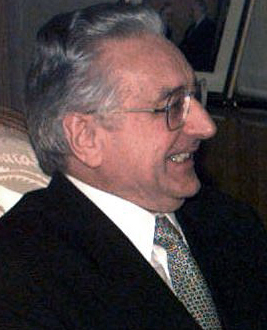
フラニョ・トゥジマン #5

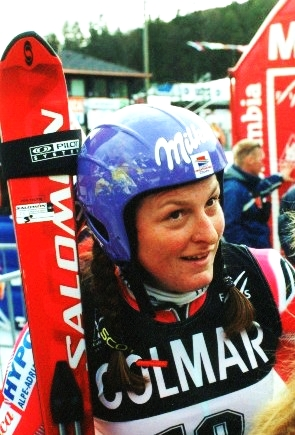
ヤニツァ・コステリッチ #17

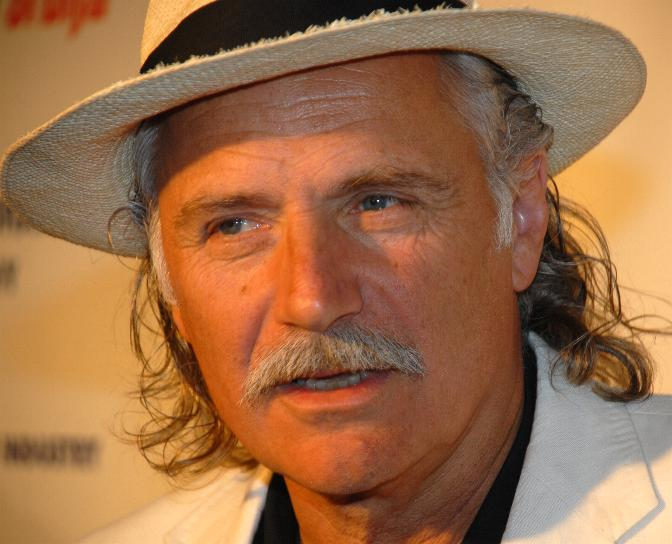
ラデ・シェルベッジア #23

1. ヨシップ・ブロズ・チトー (1892年5月7日 - 1980年5月4日、政治家、ユーゴスラビア元帥)
2. ニコラ・テスラ (1856年7月10日 - 1943年1月7日、発明家)
3. ルジェル・ヨシプ・ボスコヴィッチ (1711年5月18日 - 1787年2月13日、天文学者、物理学者、数学者)
4. ミロスラヴ・クルレジャ (1893年7月7日 – 1981年12月29日、作家)
5. フラニョ・トゥジマン (1922年5月14日 - 1999年12月10日、政治家、クロアチア初代大統領)
6. ドラジェン・ペトロヴィッチ (1964年10月22日 - 1993年6月7日、バスケットボール選手)
7. スティエパン・メシッチ (1934年12月24日 - 、政治家、クロアチア第2代大統領)
8. イヴォ・アンドリッチ (1892年10月9日 - 1975年3月13日、作家、ノーベル文学賞受賞者)
9. ティン・ウイェヴィッチ（英語版） (1891年7月5日 - 1955年11月12日、詩人)
10. ステヴォ・カラパンジャ（英語版） (1947年5月27日 - 、料理人)
11. トミスラヴ1世 (? - 928年、クロアチア王国国王)
12. ラヒム・アデミ（英語版） (1954年1月30日 - 、軍人、クロアチア陸軍大将)
13. スティーペ・シュヴァル（英語版） (1936年2月17日 - 2004年6月29日、社会学者)
14. ヴラド・ゴトヴァツ（英語版） (1930年9月18日 - 2000年12月7日、詩人、政治家)
15. イヴァン・メシュトロヴィッチ（英語版） (1883年8月15日 - 1962年1月16日、彫刻家)
16. ヨシプ・ユーライ・シュトロスマイエル（英語版） (1815年2月4日 - 1905年5月8日、司教)
17. ヤニツァ・コステリッチ (1982年1月5日 - 、アルペンスキー選手)
18. スチェパン・ラディチ (1871年7月11日 - 1928年8月8日、政治家)
19. ヨシップ・イェラチッチ (1801年10月16日 - 1859年5月20日、軍人)
20. アンテ・スタルチェヴィッチ（英語版） (1823年5月23日 - 1896年2月28日、政治家)
21. アロイジエ・ステピナツ (1898年5月8日 - 1960年2月10日、大司教)
22. ブラニミル・シュトゥリッチ（英語版） (1953年4月11日 - 、歌手)
23. ラデ・シェルベッジア (1946年7月27日 - 、俳優)
24. マティヤ・グベツ（英語版） (1548年 - 1573年2月15日、農民反乱のリーダー)
25. ミルコ・イリッチ（英語版） (1956年1月1日 - 、グラフィックデザイナー、漫画家)
26. ミロスラヴ・ラドマン（英語版） (1944年4月30日、生物学者)
27. イヴァン・スペック（英語版） (1915年4月8日 - 2007年3月5日、物理学者、哲学者)
28. フラーニョ・クハリッチ（英語版） (1919年4月15日 - 2002年3月11日、ローマ・カトリック教会枢機卿)
29. ブランコ・バウエル（英語版） (1921年2月18日 - 2002年4月11日、映画監督)
30. アンテ・ゴトヴィナ (1955年10月12日 - 、軍人)
31. ミルイェンコ・スモイェ（英語版） (1923年2月14日 - 1995年10月25日、作家)
32. ゴラン・イワニセビッチ (1971年9月13日 - 、テニス選手)
33. マリヤ・ユリッチ・ザゴルカ（英語版） (1873年1月1日 - 1957年11月30日、作家)
34. イヴァナ・ブルリッチ＝マジュラニッチ（英語版） (1874年4月18日 - 1938年9月21日、作家)
35. リュデヴィット・ガイ（英語版） (1809年8月8日 - 1872年4月20日、言語学者、作家)
36. マルコ・マルリッチ（英語版） (1450年8月18日 - 1524年1月5日、詩人)
37. ペタル・ズリンスキ（英語版） (1621年6月6日 - 1671年4月30日、マグナート陰謀首謀者)
フラン・クルスト・フランコパン（英語版） (1643年3月4日 - 1671年4月30日、マグナート陰謀首謀者)
38. ミレ・デダコヴィッチ（英語版） (1951年7月4日 - 、軍人)
39. レオポルト・ルジチカ (1887年9月13日 - 1976年9月26日、化学者、ノーベル化学賞受賞者)
40. ジョルジオ・ダ・セベニコ（英語版） (1410年 - 1475年10月10日、彫刻家、建築家)
41. クレシミル・チョシッチ（英語版） (1948年11月26日 - 1995年5月25日、バスケットボール選手)
42. スラヴォリューブ・エデュアルド・ペンカーラ（英語版） (1871年4月20日 - 1922年2月5日、発明家)
43. ヴラディミル・ナゾル（英語版） (1876年5月30日 - 1949年6月19日、政治家、作家)
44. イヴァン・グンドゥリッチ（英語版） (1589年1月8日 - 1638年12月8日、詩人)
45. アルセン・デディッチ（英語版） (1938年7月28日 - 2015年8月17日、シンガーソングライター)
46. マリン・ドルジッチ (1508年 - 1567年 5月2日、劇作家)
47. タリク・フィリポヴィッチ（英語版） (1972年3月11日 - 、俳優)
48. ゴラン・ブレゴヴィッチ (1950年3月22日 - 、作曲家)
49. マテ・ウイェヴィッチ（英語版） (1901年7月13日 - 1967年1月6日、詩人)
50. サヴカ・ダブチェヴィッチ＝クチャル（英語版） (1923年12月6日 - 2009年8月6日、政治家)
51. ミロスラヴ・ブラージェヴィッチ（英語版） (1935年2月10日 - 、サッカー監督)
52. ドゥシャン・ヴコティッチ（英語版） (1927年2月7日 - 1998年7月8日、漫画家)
53. セヴェリナ・ヴチュコヴィッチ (1972年4月21日 - 、歌手、女優)
54. イヴィツァ・ラチャン（英語版） (1944年2月24日 - 2007年4月29日、政治家、クロアチア第7代首相
55. マルコ・ペルコヴィッチ (1966年10月27日 - 、歌手)
56. イヴァン・ゴラン・コヴァチッチ（英語版） (1913年3月21日 - 1943年7月13日、詩人、作家)
57. ウラジミール・プレローグ (1906年7月23日 - 1998年1月7日、化学者、ノーベル化学賞受賞者)
58. ブランコ・ラスティグ (1932年6月10日 - 、映画プロデューサー)
59. ドラジェン・ブディシャ（英語版） (1948年7月25日 - 、政治家)
60. メート・パルロフ (1948年11月16日 - 2008年7月29日、プロボクサー)
61. ヴァトロスラヴ・リシンスキ（英語版） (1819年7月8日 - 1854年5月31日、作曲家)
62. ファウスト・ヴランチッチ（英語版） (1551年 - 1617年1月17日、科学者)
63. ボリス・ドヴォルニク（英語版） (1939年4月16日 - 2008年3月24日、俳優)
64. ヴラホ・ブコヴァッツ (1855年7月5日 - 1922年4月23日、画家)
65. アンドリヤ・シタンパル（英語版） (1888年9月1日 - 1958年6月26日、医師)
66. ベルナルド・ヴカス（英語版） (1927年5月1日 - 1983年4月4日、サッカー選手)
67. ジンカ・ミラノフ (1906年5月17日 - 1989年5月30日、ソプラノ歌手)
68. アントゥン・ミハノヴィッチ（英語版） (1796年6月10日 - 1861年11月14日、詩人、クロアチア国歌作詞家)
69. ファビヤン・ショヴァゴヴィッチ（英語版） (1932年1月4日 - 2001年1月1日、俳優)
70. スラヴェンカ・ドラクリッチ（英語版） (1949年7月4日 - 、作家、ジャーナリスト)
71. アウグスト・シェノア（英語版） (1838年11月14日 - 1881年12月13日、小説家)
72. アンドリヤ・マウロヴィッチ（英語版） (1901年3月29日 - 1981年9月2日、漫画家)
73. アントゥン・アウグスティンチッチ（英語版） (1900年5月4日 - 1979年5月10日、彫刻家)
74. アンテ・トピッチ・ミマラ（英語版） (1818年4月7日 - 1987年1月30日、美術収集家)
75. エド・ムルチッチ（英語版） (1921年5月4日 - 2005年1月2日、画家)
76. イーヴォ・ポゴレリチ (1958年10月20日 - 、ピアニスト)
77. ブルーノ・ブシッチ（英語版） (1939年10月6日 - 1978年10月16日、作家)
78. フラーノ・スピロ（英語版） (1870年11月30日 - 1917年9月25日、政治家)
79. ゴラン・ヴィシュニック (1972年9月9日 - 、俳優)
80. ヴラホ・ブコヴァッツ (重複、→64番)
81. アンドリヤ・ヘブラング（英語版） (1899年10月22日 - 1949年6月11日、政治家)
82. ドラグティン・ゴルヤノヴィッチ＝クランベルガー (1856年10月25日 - 1936年12月24日、考古学者)
83. ユーライ・クリジャニッチ（英語版） (1618年 - 1683年9月12日、カトリック神学者)
84. マリノ・ゲタルディ（英語版） (1568年10月2日 - 1626年4月11日、数学者)
85. アントゥン・グスタヴ・マトシュ（英語版） (1873年6月13日 - 1914年3月17日、詩人)
86. フラニョ・シェペル（英語版） (1905年10月2日 - 1981年12月30日、ローマ・カトリック教会枢機卿)
87. オリヴェル・ムラカ（英語版） (1935年7月1日 - 、テレビ司会者)
88. ミルコ・セリャン（英語版） (1871年4月5日 - 1913年、探検家)
ステファン・セリャン（英語版） (1875年8月19日 - 1936年6月7日、探検家)
89. ジョヴァンニ・ルッピス（英語版） (1815年8月27日 - 1875年1月11日、オーストリア＝ハンガリー帝国海軍軍人)
90. アンテ・トルンビッチ（英語版） (1864年5月17日 - 1938年11月17日、政治家)
91. フランツ・フォン・デア・トレンク（英語版） (1711年1月1日 - 1749年10月4日、軍人)
92. イーヴォ・ロビッチ (1923年1月29日 - 2000年3月9日、歌手)
93. イヴァン・ジェネラリッチ（英語版） (1914年12月21日 - 1992年11月27日、画家)
94. ロヴロ・フォン・マタチッチ (1899年2月14日 – 1985年1月4日、指揮者)
95. スラヴァ・ラシュカイ (1877年1月2日 - 1906年3月29日、画家)
96. ウラジミール・プレローグ (重複、→57番)
97. ブランコ・ガヴェッラ（英語版） (1885年7月29日 - 1962年4月8日、劇場監督)
98. クレショ・ゴリク（英語版） (1922年5月20日 - 1996年9月20日、脚本家)
99. バルトール・カシッチ（英語版） (1575年8月15日 - 1650年12月28日、牧師)
100. マルコ・トゥリーナ（英語版） (1937年 - 、医師)